# سوق الترك (صفاقس)
سوق الترك واحد من أقدم أسواق مدينة صفاقس العتيقة.

## موقعه
كان سوق الترك ممتدا على كامل الجزء المغطى من زقاق المار المعروف بنهج الباي حاليا.

## تسميته
اتخذ السوق اسمه من جامع صغير موجود به هو جامع الترك.

## تاريخه
حسب علي الزواري في كتابه «صفاقس في القرنين 18 و 19» فإن سوق الترك تم بنائه في القرن 18 ميلادي من أجل متساكني صفاقس المتبعين للمذهب الحنفي الذين من أصول تركية.
حسب تقاريرسلطات الحماية الفرنسية فإن السوق كان مختصا في تجارة التوابل و الألحفة. كما أنه كان معروفا بمقهاه الكبير الذي كان مكان لقاء نبلاء المدينة.